# 托尔迪略斯
托尔迪略斯，是西班牙卡斯蒂利亚-莱昂萨拉曼卡省的一个市镇。 总面积25平方公里，总人口540人（2001年），人口密度22人/平方公里。